# 梅迪西蘭迪亞
梅迪西蘭迪亞（葡萄牙語：Medicilândia），是巴西的城鎮，位於該國北部，由帕拉州負責管轄，始建於1989年5月12日，面積8,273平方公里，海拔高度151米，2010年人口27,442，人口密度每平方公里3.32人。